# Collongues (Alpy Nadmorskie)
Collongues – miejscowość i gmina we Francji, w regionie Prowansja-Alpy-Lazurowe Wybrzeże, w departamencie Alpy Nadmorskie.
Według danych na rok 1990 gminę zamieszkiwało 116 osób, a gęstość zaludnienia wynosiła 11 osób/km² (wśród 963 gmin regionu Prowansja-Alpy-W. Lazurowe Collongues plasuje się na 681. miejscu pod względem liczby ludności, natomiast pod względem powierzchni na miejscu 681.).